# Ракале
Ра̀кале (на италиански: Racale) е град и община в Южна Италия, провинция Лече, регион Пулия. Разположен е на 55 m надморска височина. Населението на общината е 10 951 души (към 2011 г.).